# Montpeyroux (Aveyron)
Pour les articles homonymes, voir Montpeyroux.
Montpeyroux est une commune française située dans le département de l'Aveyron, en région Occitanie.
Le patrimoine architectural de la commune comprend un immeuble protégé au titre des monuments historiques : le château du Bousquet, inscrit en 1928 puis classé en 1978.

## Géographie

### Localisation
La commune est située dans le Massif central en Aubrac. Elle est arrosée par le ruisseau de la Barlaque et le ruisseau de Pasquiès, qui correspondent à la partie amont de la Coussane. Le territoire communal est également bordé à l'est par la Boralde Flaujaguèse et au nord-ouest par la Selves, dont une petite partie au niveau du lac de Maury.

### Communes limitrophes
Les communes limitrophes sont  Condom-d'Aubrac, Coubisou, Curières, Florentin-la-Capelle, Laguiole, Le Cayrol, Le Nayrac, Saint-Amans-des-Cots et Soulages-Bonneval.

### Hydrographie

#### Réseau hydrographique

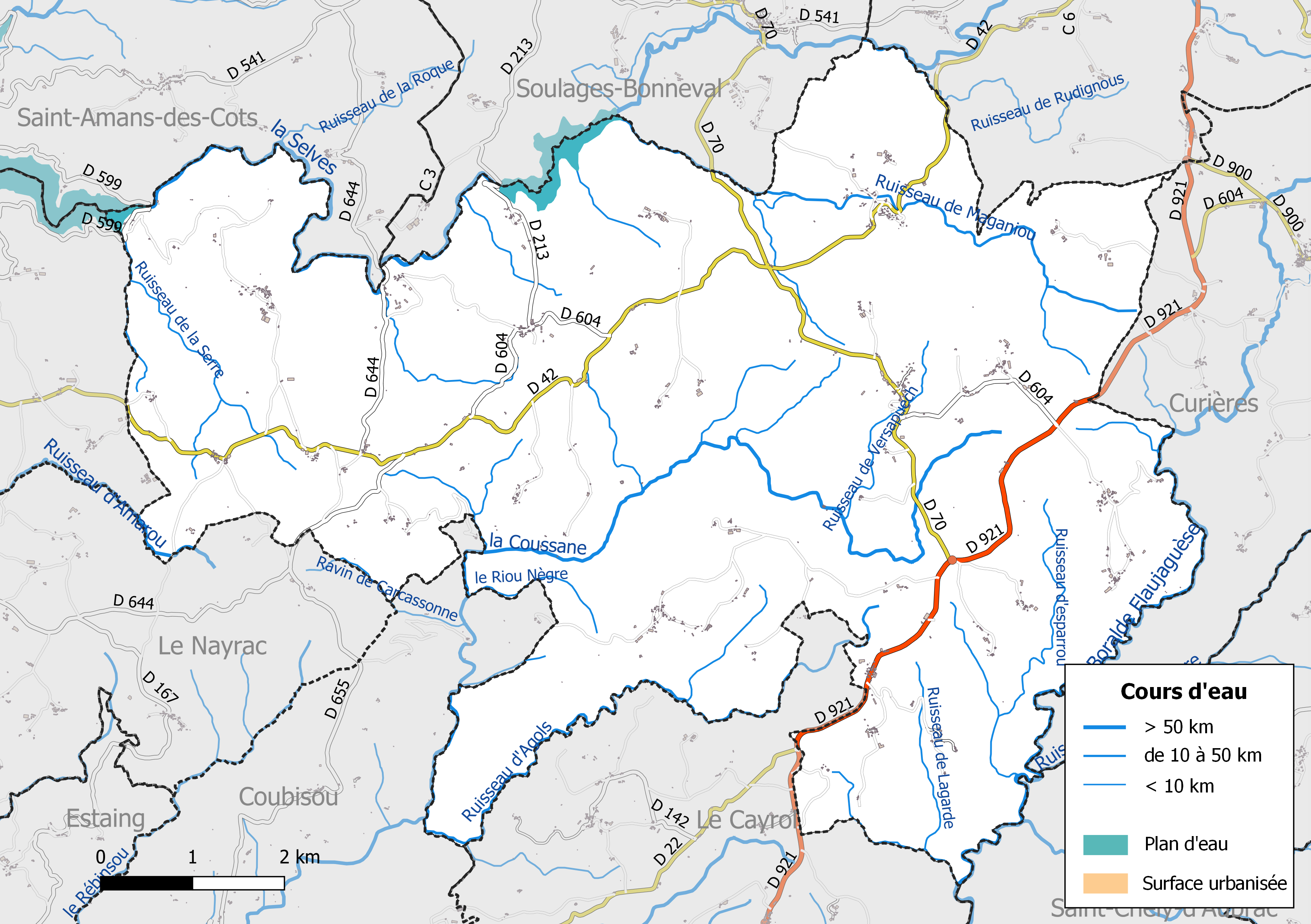
Réseaux hydrographique et routier de Montpeyroux.

La commune est drainée par la Boralde Flaujaguèse, la Selves, la Coussane, le Ruisseau d'Amarou, le ruisseau de Maganiou, Bras du Maganiou, le Riou Nègre, le ravin de Carcassonne, le ruisseau de Lagarde, le ruisseau de Las Costes, le ruisseau de la Serre, le ruisseau de la Vernhe, le ruisseau de Levers, par divers petits cours d'eau.
La Boralde Flaujaguèse, d'une longueur totale de 29,3 km, prend sa source dans la commune de Curières et se jette  dans le Lot à Saint-Côme-d'Olt, après avoir arrosé 6 communes.
La Selves, d'une longueur totale de 44,5 km, prend sa source dans la commune de Laguiole et se jette  dans la Truyère à Campouriez, après avoir arrosé 7 communes.
La Coussane, d'une longueur totale de 23,1 km, prend sa source dans la commune de Montpeyroux et se jette  dans le Lot à Estaing, après avoir arrosé 3 communes.
Le Ruisseau d'Amarou, d'une longueur totale de 12 km, prend sa source dans la commune de Le Nayrac et se jette  dans le Lot à Florentin-la-Capelle, après avoir arrosé 3 communes.
Le lac des Galens complète le réseau hydrographique. Il est situé sur la limite séparative des communes de Soulages-Bonneval et de Montpeyroux.

#### Gestion des cours d'eau
Afin d’atteindre le bon état des eaux imposé par la Directive-cadre sur l'eau du 23 octobre 2000, plusieurs outils de gestion intégrée s’articulent à différentes échelles pour définir et mettre en œuvre un programme d’actions de réhabilitation et de gestion des milieux aquatiques : le SDAGE (Schéma directeur d'aménagement et de gestion des eaux), à l’échelle du bassin hydrographique, et le SAGE (Schéma d'aménagement et de gestion des eaux), à l’échelle locale. Ce dernier fixe les objectifs généraux d’utilisation, de mise en valeur et de protection quantitative et qualitative des ressources en eau superficielle et souterraine. Trois SAGE sont mis en œuvre dans le département de l'Aveyron.
La commune fait partie du SAGE Lot amont, approuvé le 15 décembre 2015, au sein du SDAGE Adour-Garonne. Le périmètre de ce SAGE concerne le bassin d'alimentation du Lot depuis sa source jusqu'à Entraygues-sur-Truyère dans l'Aveyron, où il reçoit la Truyère en rive droite. Il couvre ainsi 91 communes, sur deux départements (Lozère et Aveyron) et 2 régions – une superficie de 2 616 km2 et 1 400 km de cours d'eau permanents auxquels s'ajoutent jusqu'à 576 km de cours d'eau temporaires,. Le pilotage et l’animation du SAGE sont assurés par le Syndicat mixte Lot-Dourdou (SMLD), qualifié de « structure porteuse ». Cet organisme a été créé le 1er janvier 2014 par rapprochement de trois syndicats de rivières et est constitué de quatorze communautés de communes.

### Climat
Pour des articles plus généraux, voir Climat de l'Occitanie et Climat de l'Aveyron.
En 2010, le climat de la commune est de type climat de montagne, selon une étude s'appuyant sur une série de données couvrant la période 1971-2000. En 2020, Météo-France publie une typologie des climats de la France métropolitaine dans laquelle la commune est exposée à un climat de montagne et est dans la région climatique Sud-est du Massif Central, caractérisée par une pluviométrie annuelle de 1 000 à 1 500 mm, minimale en été, maximale en automne.
Pour la période 1971-2000, la température annuelle moyenne est de 8,9 °C, avec une amplitude thermique annuelle de 15,4 °C. Le cumul annuel moyen de précipitations est de 1 431 mm, avec 12,3 jours de précipitations en janvier et 7,3 jours en juillet. Pour la période 1991-2020, la température moyenne annuelle observée sur la station météorologique la plus proche, située sur la commune de Laguiole à 5 km à vol d'oiseau, est de 8,9 °C et le cumul annuel moyen de précipitations est de 1 441,2 mm,. Pour l'avenir, les paramètres climatiques de la commune estimés pour 2050 selon différents scénarios d'émission de gaz à effet de serre sont consultables sur un site dédié publié par Météo-France en novembre 2022.

### Milieux naturels et biodiversité

#### Espaces protégés
La protection réglementaire est le mode d’intervention le plus fort pour préserver des espaces naturels remarquables et leur biodiversité associée.
Dans ce cadre, la commune fait partie d'un espace protégé, le Parc naturel régional de l'Aubrac, créé par décret le 23 mai 2018 et d'une superficie de 220 284 ha. Région rurale de moyenne montagne, l’Aubrac possède un patrimoine encore bien préservé. Son économie rurale, ses paysages, ses savoir-faire, son environnement et son patrimoine culturel reconnus n'en demeurent pas moins vulnérables et menacés et c'est à ce titre que cette zone a été protégée ,.

#### Zones naturelles d'intérêt écologique, faunistique et floristique
L’inventaire des zones naturelles d'intérêt écologique, faunistique et floristique (ZNIEFF) a pour objectif de réaliser une couverture des zones les plus intéressantes sur le plan écologique, essentiellement dans la perspective d’améliorer la connaissance du patrimoine naturel national et de fournir aux différents décideurs un outil d’aide à la prise en compte de l’environnement dans l’aménagement du territoire.
Le territoire communal de Montpeyroux comprend quatre ZNIEFF de type 1, : 
- les « Tourbières de la Fonvergne et mezeyrac » (14,9 ha), couvrant 3 communes du département[22]
- la « Zone humide de la Fabrie » (10,8 ha), couvrant 2 communes du département[23];
- les « Zones humides de Bouët » (144,5 ha)[24];
- les « Zones humides de la Gardelle » (91,5 ha), couvrant 2 communes du département[25].

et deux ZNIEFF de type 2, : 
- le « Vallon de la Boralde flaujaguèse et ses affluents » (2 341 ha), qui s'étend sur 7 communes de l'Aveyron[26];
- le « Versant occidental des monts d'Aubrac » (32 040 ha), couvrant 24 communes dont 17 dans l'Aveyron, 4 dans le Cantal et 3 dans la Lozère[27].

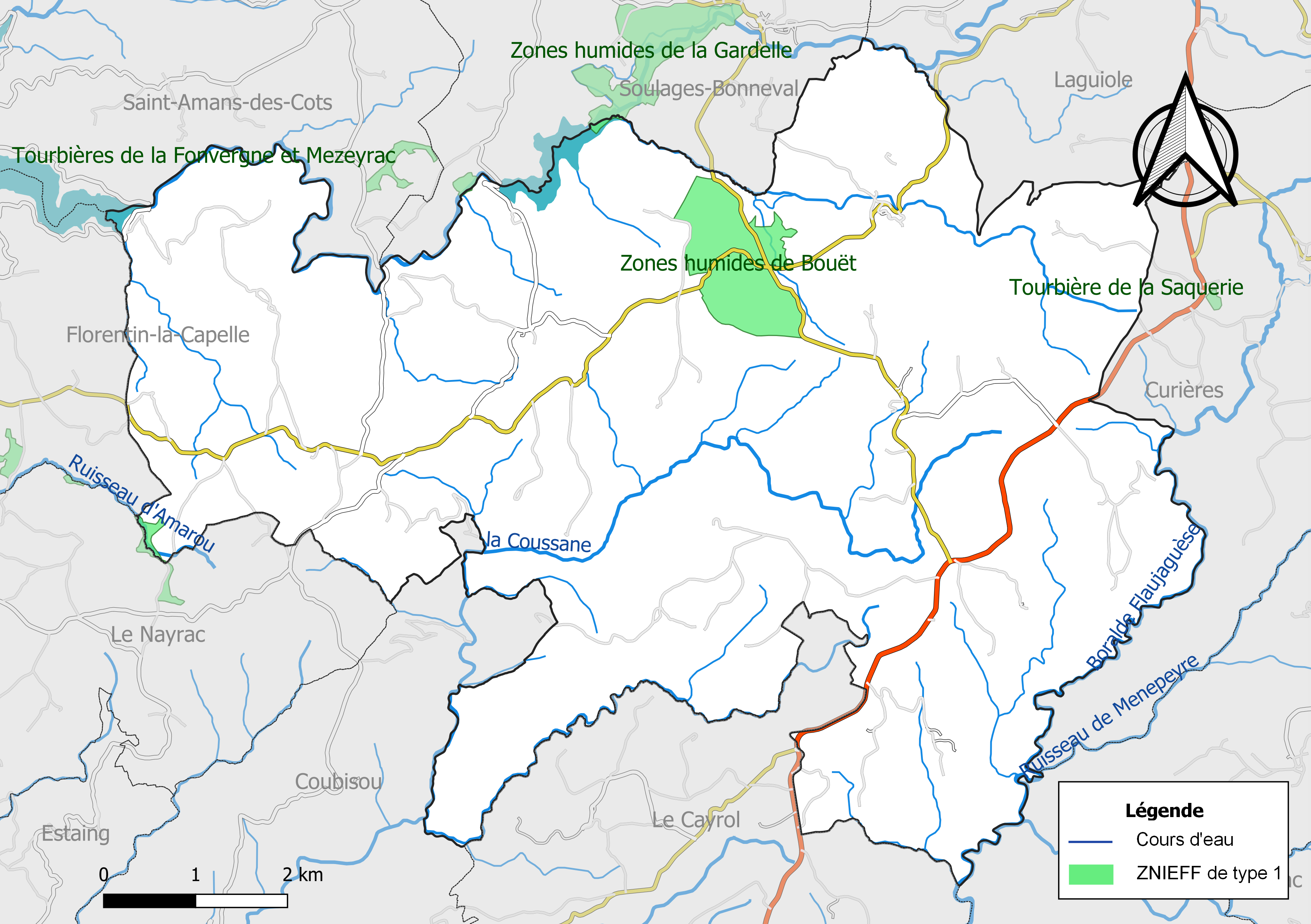
Carte des ZNIEFF de type 1 de la commune.
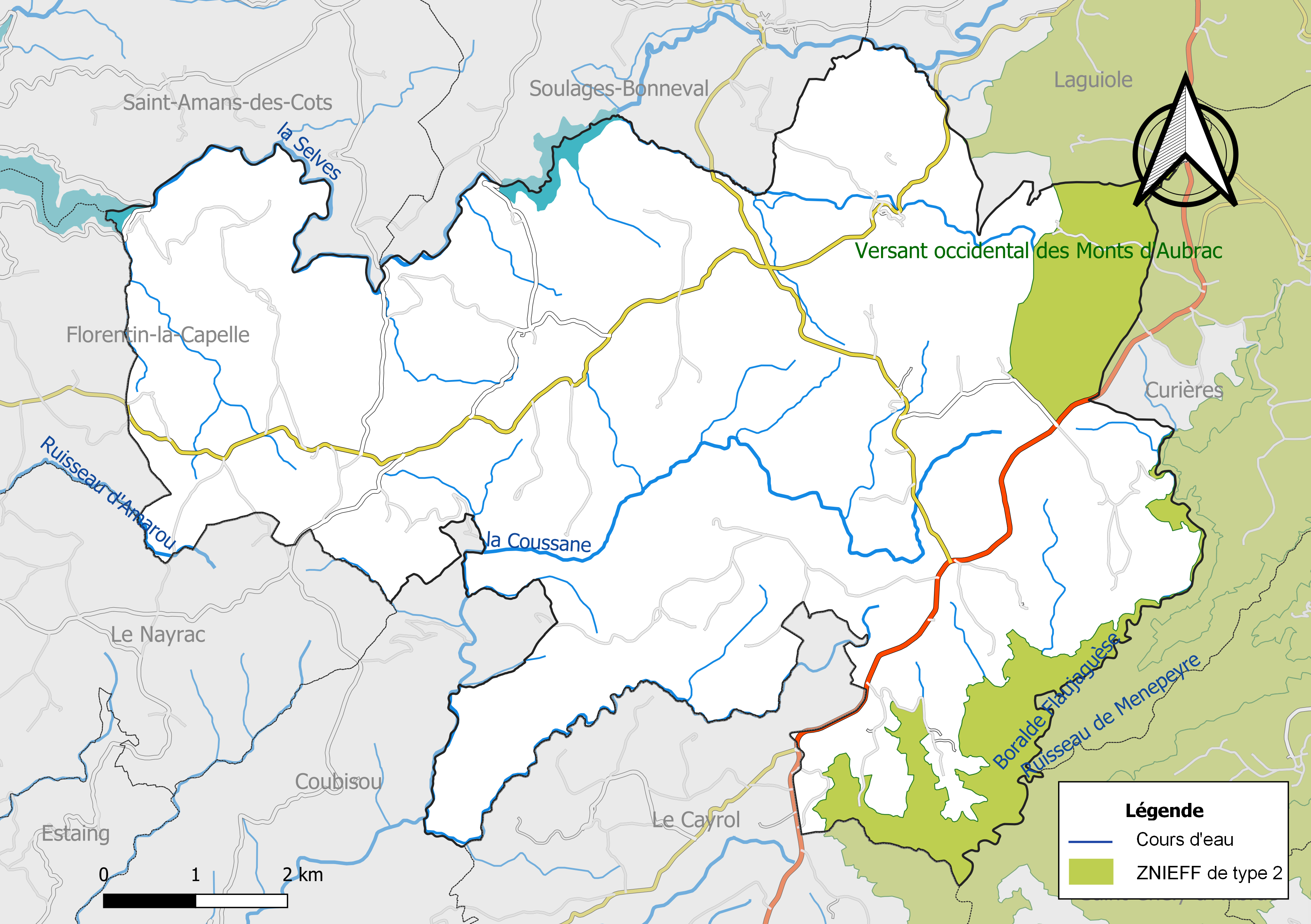
Carte des ZNIEFF de type 2 de la commune.

## Urbanisme

### Typologie
Au 1er janvier 2024, Montpeyroux est catégorisée commune rurale à habitat très dispersé, selon la nouvelle grille communale de densité à sept niveaux définie par l'Insee en 2022.
Elle est située hors unité urbaine et hors attraction des villes,.

### Occupation des sols

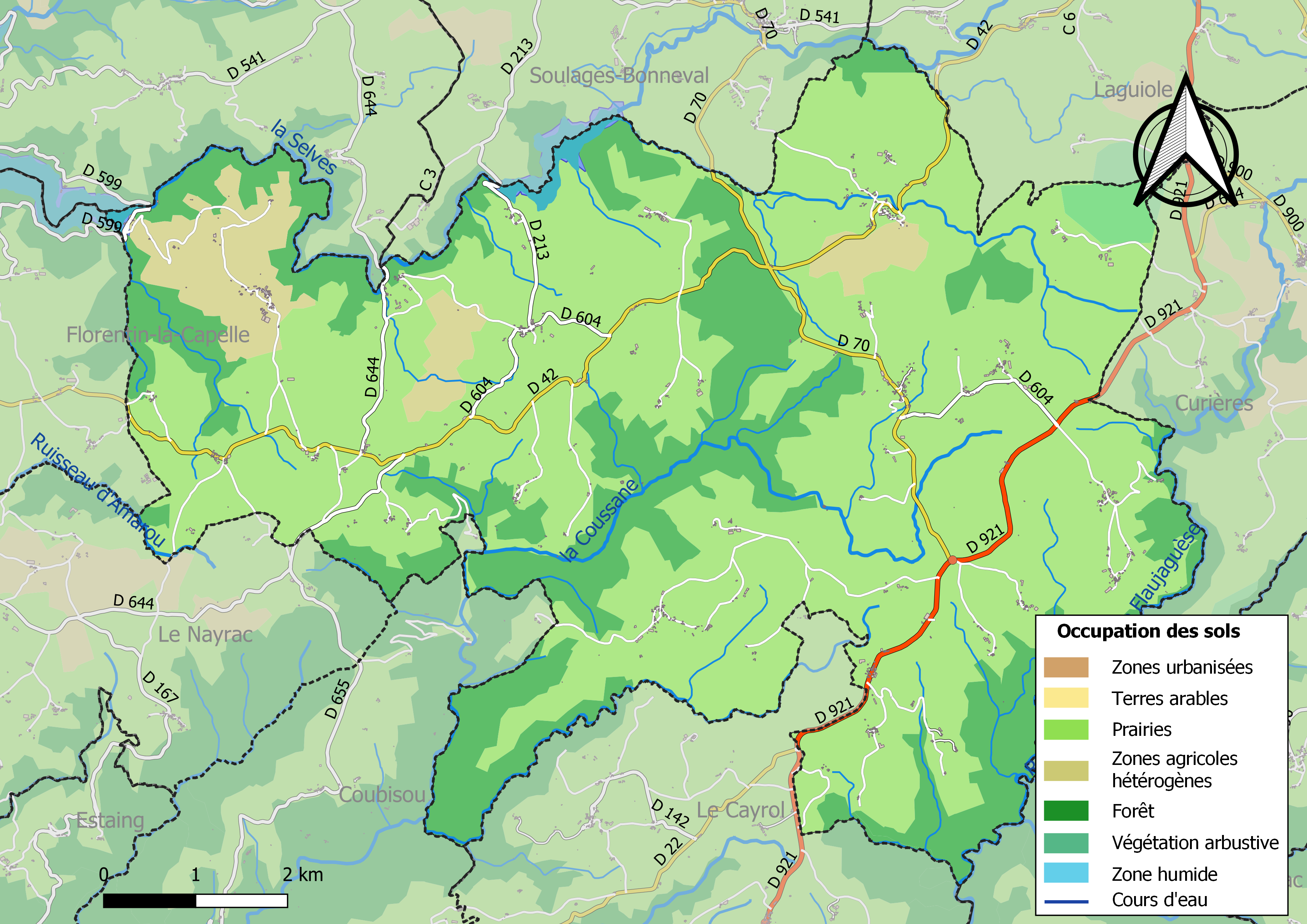
Infrastructures et occupation des sols de la commune de Montpeyroux.

L'occupation des sols de la commune, telle qu'elle ressort de la base de données européenne d’occupation biophysique des sols Corine Land Cover (CLC), est marquée par l'importance des territoires agricoles (74,2 % en 2018), en augmentation par rapport à 1990 (63,2 %). La répartition détaillée en 2018 est la suivante : 
prairies (68,7 %), forêts (24,5 %), zones agricoles hétérogènes (5,5 %), milieux à végétation arbustive et/ou herbacée (0,9 %), eaux continentales (0,4 %).

### Lieux-dits et hameaux
6 villages éparpillés: Crozillac, Tesq, Le Bousquet, Saint Rémy, La Vitarelle, Cuzuel.
et 75 hameaux et lieux dits forment la commune de Montpeyroux:
Agols, Amaroux, Ambernaux, Ambert
Artis, Bellouet, Bories, Briounes,
Briounet, Camplo, Caveroc, Cestrieres, Combres,
Coussounoux, Escarlens, Esparoux,	 Falguieres,
Fond de Lugot,	Fourmigal, Giscard, Ambernet
Barlaque, la Bessiere,	 la Borie du Penel,	 la Combe du Viala
la Coussanela, Deveze, la Fournetterie, la Garde,
la Grangette, la Griffoulette, la Plaine,	la Romiguiere,
la Rouliere,la Rouquette, la Serre,	le Bel
le Bergounhoux,	le Brunet, le Cassagnou, le Cayla
le Caylarou,	 le Compayrel,	le Cros,	le Graissinoux
le Jonquet	le Misserou,	le Moulinet,	le Pontel
le Refilhiol,	le Regaussou, le Roc, le Sastre,
le Theron,	le Valat,	le Valenq,	le Viala
le Villary,	les 4 Routes, les Albusquies,	les Bessades
les Cazals,	les Combils,	les Galens,	les Hugoux
les Peyrousses,	 les Touns,	 Lindieres	 Marcastel
Marsagues Pinsonnac	Redondet, Reveyrol,Soubeyrolles, Le Pont,Le Village,Mas Del Bosc,	Moulin de l'Estaffie.

### Planification
La commune disposait en 2017 d'une carte communale approuvée et un plan local d'urbanisme était en élaboration.

### Risques majeurs
Le territoire de la commune de Montpeyroux est vulnérable à différents aléas naturels : climatiques (hiver exceptionnel ou canicule), feux de forêts et séisme (sismicité faible).
Il est également exposé à un risque technologique, le transport de matières dangereuses, et à un risque particulier, le risque radon,.

#### Risques naturels
Le Plan départemental de protection des forêts contre les incendies découpe le département de l’Aveyron en sept « bassins de risque » et définit une sensibilité des communes à l’aléa feux de forêt (de faible à très forte). La commune est classée en sensibilité faible.
Les mouvements de terrains susceptibles de se produire sur la commune sont liés à la présence de cavités souterraines localisées sur la commune,.

#### Risques technologiques
Le risque de transport de matières dangereuses sur la commune est lié à sa traversée par une route à fort trafic. Un accident se produisant sur une telle infrastructure est en effet susceptible d’avoir des effets graves au bâti ou aux personnes jusqu’à 350 m, selon la nature du matériau transporté. Des dispositions d’urbanisme peuvent être préconisées en conséquence.

#### Risque particulier
Dans plusieurs parties du territoire national, le radon, accumulé dans certains logements ou autres locaux, peut constituer une source significative d’exposition de la population aux rayonnements ionisants. Toutes les communes du département sont concernées par le risque radon à un niveau plus ou moins élevé. Selon le dossier départemental des risques majeurs du département établi en 2013, la commune de Montpeyroux est classée à risque moyen à élevé. Un décret du 4 juin 2018 a modifié la terminologie du zonage définie dans le code de la santé publique et a été complété par un arrêté du 27 juin 2018 portant délimitation des zones à potentiel radon du territoire français. La commune est désormais en zone 3, à savoir zone à potentiel radon significatif.

## Histoire
- 1790-1794 : Montpeyroux absorbe Engalenc, Esparou et Seignour Delcros.
- 1832 : Montpeyroux absorbe Le Bousquet, Brionnès et Crozillac.

## Politique et administration

### Découpage territorial
La commune de Montpeyroux est membre de la communauté de communes Aubrac, Carladez et Viadène, un établissement public de coopération intercommunale (EPCI) à fiscalité propre créé le 1er janvier 2017 dont le siège est à Laguiole. Ce dernier est par ailleurs membre d'autres groupements intercommunaux.
Sur le plan administratif, elle est rattachée à l'arrondissement de Rodez, au département de l'Aveyron et à la région Occitanie. Sur le plan électoral, elle dépend du  canton d'Aubrac et Carladez pour l'élection des conseillers départementaux, depuis le redécoupage cantonal de 2014 entré en vigueur en 2015, et de la première circonscription de l'Aveyron  pour les élections législatives, depuis le dernier découpage électoral de 2010.

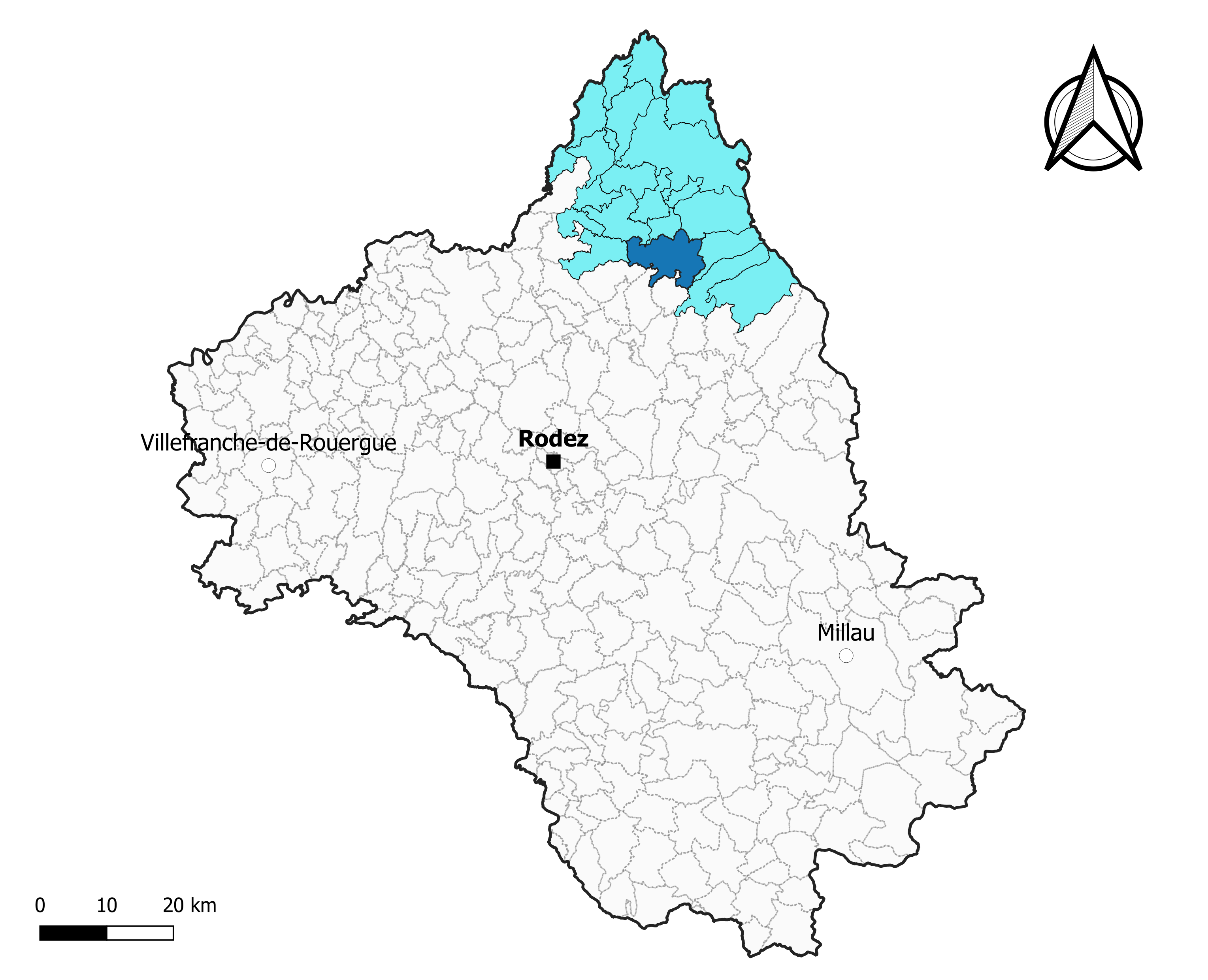
Montpeyroux dans l'intercommunalité en 2020[Note 4].
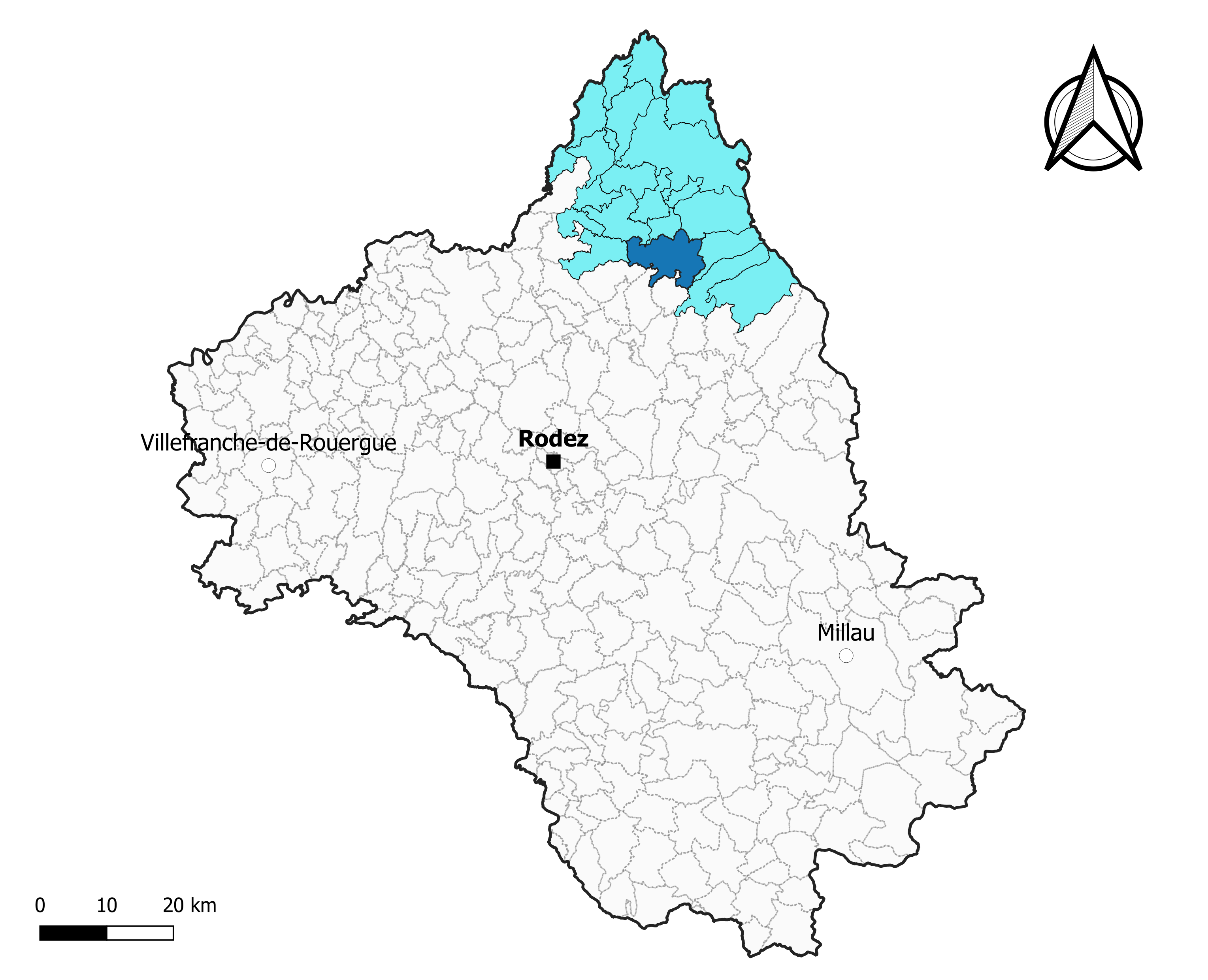
Montpeyroux dans le canton d'Aubrac et Carladez en 2020.
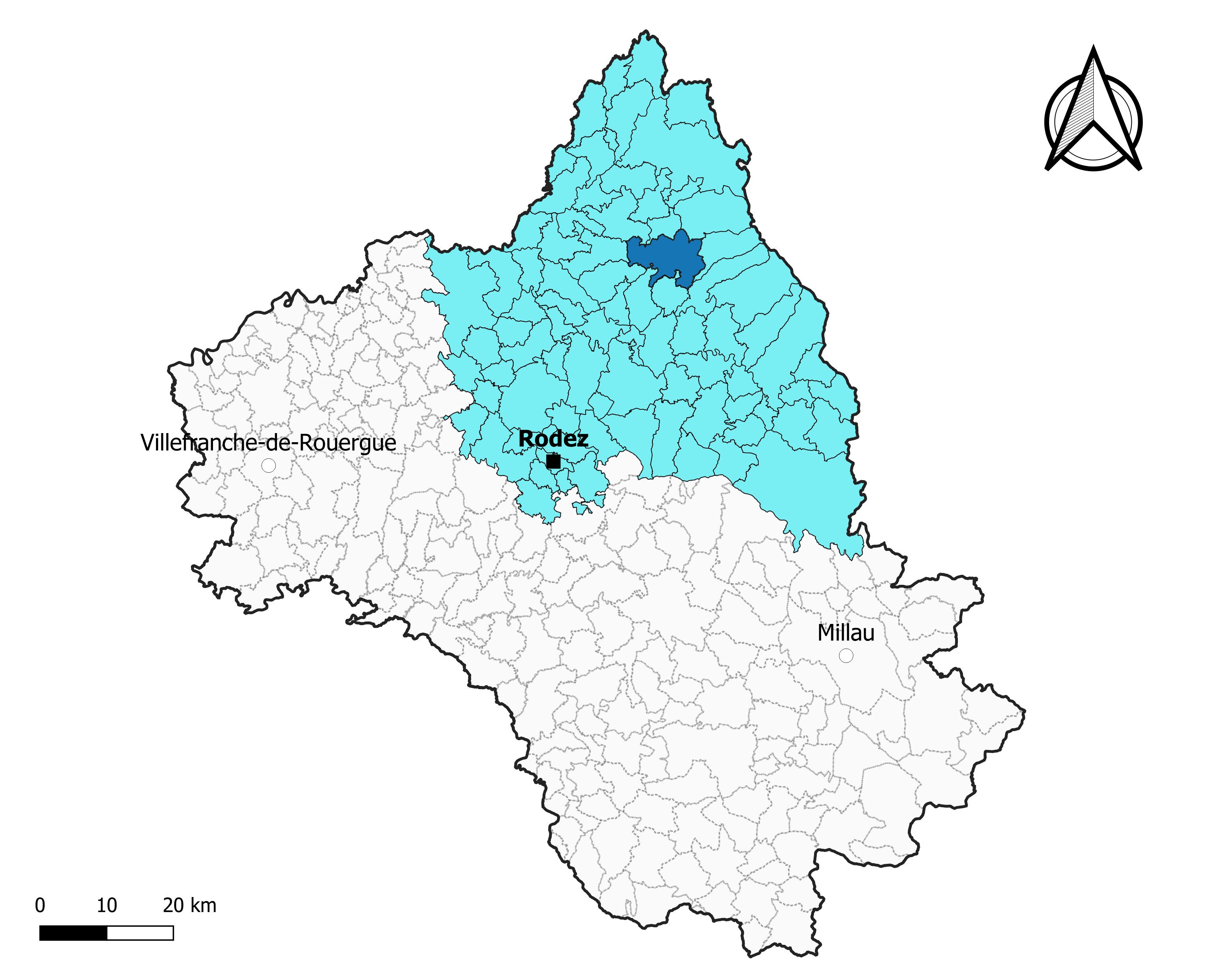
Montpeyroux dans l'arrondissement de Rodez en 2020.

### Élections municipales et communautaires

#### Élections de 2020
Le conseil municipal de Montpeyroux, commune de moins de 1 000 habitants, est élu au scrutin majoritaire plurinominal à deux tours avec candidatures isolées ou groupées et possibilité de panachage. Compte tenu de la population communale, le nombre de sièges à pourvoir lors des élections municipales de 2020 est de 15. Sur les dix-sept candidats en lice, quinze sont élus dès le premier tour, le 15 mars 2020, correspondant à la totalité des sièges à pourvoir, avec un taux de participation de 48,05 %.
Benoît Revel est élu nouveau maire de la commune le 26 mai 2020.
Dans les communes de moins de 1 000 habitants, les conseillers communautaires sont désignés parmi les conseillers municipaux élus en suivant l’ordre du tableau (maire, adjoints puis conseillers municipaux) et dans la limite du nombre de sièges attribués à la commune au sein du conseil communautaire. Un siège est attribué à la commune au sein de la communauté de communes Aubrac, Carladez et Viadène.

#### Liste des maires
| Période                                  | Période  | Identité           | Étiquette | Qualité                             |
| ---------------------------------------- | -------- | ------------------ | --------- | ----------------------------------- |
| mars 2001                                | mai 2020 | Gilbert Cestrieres |           | Agriculteur exploitant              |
| mai 2020                                 | En cours | Benoît Revel,      |           | Agriculteur sur petite exploitation |
| Les données manquantes sont à compléter. |          |                    |           |                                     |

## Démographie
L'évolution du nombre d'habitants est connue à travers les recensements de la population effectués dans la commune depuis 1793. Pour les communes de moins de 10 000 habitants, une enquête de recensement portant sur toute la population est réalisée tous les cinq ans, les populations de référence des années intermédiaires étant quant à elles estimées par interpolation ou extrapolation. Pour la commune, le premier recensement exhaustif entrant dans le cadre du nouveau dispositif a été réalisé en 2006.

En 2022, la commune comptait 519 habitants, en évolution de −4,95 % par rapport à 2016 (Aveyron : +0,37 %, France hors Mayotte : +2,11 %).
| 1793 | 1800 | 1806  | 1821  | 1831  | 1836  | 1841  | 1846  | 1851  |
| ---- | ---- | ----- | ----- | ----- | ----- | ----- | ----- | ----- |
| 905  | 902  | 1 970 | 2 037 | 2 032 | 2 098 | 1 943 | 1 900 | 1 834 |

| 1856  | 1861  | 1866  | 1872  | 1876  | 1881  | 1886  | 1891  | 1896  |
| ----- | ----- | ----- | ----- | ----- | ----- | ----- | ----- | ----- |
| 1 774 | 1 772 | 1 680 | 1 785 | 1 716 | 1 731 | 1 649 | 1 466 | 1 526 |

| 1901  | 1906  | 1911  | 1921  | 1926  | 1931  | 1936  | 1946  | 1954 |
| ----- | ----- | ----- | ----- | ----- | ----- | ----- | ----- | ---- |
| 1 405 | 1 382 | 1 257 | 1 135 | 1 100 | 1 062 | 1 035 | 1 031 | 925  |

| 1962 | 1968 | 1975 | 1982 | 1990 | 1999 | 2006 | 2011 | 2016 |
| ---- | ---- | ---- | ---- | ---- | ---- | ---- | ---- | ---- |
| 806  | 787  | 670  | 610  | 578  | 550  | 571  | 554  | 546  |

| 2021 | 2022 | - | - | - | - | - | - | - |
| ---- | ---- | - | - | - | - | - | - | - |
| 523  | 519  | - | - | - | - | - | - | - |

En 1794, la population de Brionnès n'est pas reprise dans le tableau.
Jusqu'en 1800, les populations du Bousquet, de Brionnès et de Crozillac ne sont pas reprises dans le graphique.

## Économie

### Revenus
En 2018  (données Insee publiées en septembre 2021), la commune compte 234 ménages fiscaux, regroupant 526 personnes. La médiane du revenu disponible par unité de consommation est de 18 990 € (20 640 € dans le département).

### Emploi
| Division       | 2008  | 2013  | 2018  |
| -------------- | ----- | ----- | ----- |
| Commune        | 4,2 % | 3,6 % | 3,3 % |
| Département    | 5,4 % | 7,1 % | 7,1 % |
| France entière | 8,3 % | 10 %  | 10 %  |

En 2018, la population âgée de 15 à 64 ans s'élève à 299 personnes, parmi lesquelles on compte 83,8 % d'actifs (80,5 % ayant un emploi et 3,3 % de chômeurs) et 16,2 % d'inactifs,. Depuis 2008, le taux de chômage communal (au sens du recensement) des 15-64 ans est inférieur à celui de la France et du département.
La commune est hors attraction des villes,. Elle compte 169 emplois en 2018, contre 161 en 2013 et 184 en 2008. Le nombre d'actifs ayant un emploi résidant dans la commune est de 249, soit un indicateur de concentration d'emploi de 67,9 % et un taux d'activité parmi les 15 ans ou plus de 58,3 %.
Sur ces 249 actifs de 15 ans ou plus ayant un emploi, 136 travaillent dans la commune, soit 55 % des habitants. Pour se rendre au travail, 57,6 % des habitants utilisent un véhicule personnel ou de fonction à quatre roues, 0,8 % les transports en commun, 7,3 % s'y rendent en deux-roues, à vélo ou à pied et 34,3 % n'ont pas besoin de transport (travail au domicile).

### Activités hors agriculture

#### Secteurs d'activités
47 établissements sont implantés  à Montpeyroux au 31 décembre 2019. Le tableau ci-dessous en détaille le nombre par secteur d'activité et compare les ratios avec ceux du département,.
| Secteur d'activité                                                                                        | Commune | Commune | Département |
| Secteur d'activité                                                                                        | Nombre  | %       | %           |
| --- | ------- | ------- | ----------- |
| Ensemble                                                                                                  | 47      |         |             |
| Industrie manufacturière, industries extractives et autres                                                | 20      | 42,6 %  | (17,7 %)    |
| Construction                                                                                              | 7       | 14,9 %  | (13 %)      |
| Commerce de gros et de détail, transports, hébergement et restauration                                    | 14      | 29,8 %  | (27,5 %)    |
| Information et communication                                                                              | 1       | 2,1 %   | (1,5 %)     |
| Activités immobilières                                                                                    | 1       | 2,1 %   | (4,2 %)     |
| Activités spécialisées, scientifiques et techniques et activités de services administratifs et de soutien | 2       | 4,3 %   | (12,4 %)    |
| Administration publique, enseignement, santé humaine et action sociale                                    | 1       | 2,1 %   | (12,7 %)    |
| Autres activités de services                                                                              | 1       | 2,1 %   | (7,8 %)     |

Le secteur de l'industrie manufacturière, des industries extractives et autres est prépondérant sur la commune puisqu'il représente 42,6 % du nombre total d'établissements de la commune (20 sur les 47 entreprises implantées  à Montpeyroux), contre 17,7 % au niveau départemental.

#### Entreprises
L' entreprise ayant son siège social sur le territoire communal qui génère le plus de chiffre d'affaires en 2020 est : 
- SARL Falguier, commerce de gros (commerce interentreprises) d'animaux vivants (35 557 k€)

### Agriculture
La commune est dans l'Aubrac, une petite région agricole occupant le nord du département de l'Aveyron. En 2020, l'orientation technico-économique de l'agriculture  sur la commune est l'élevage de bovins, pour la viande.
|               | 1988  | 2000  | 2010  | 2020  |
| ------------- | ----- | ----- | ----- | ----- |
| Exploitations | 121   | 97    | 87    | 79    |
| SAU (ha)      | 4 704 | 6 118 | 6 236 | 6 805 |

Le nombre d'exploitations agricoles en activité et ayant leur siège dans la commune est passé de 121 lors du recensement agricole de 1988  à 97 en 2000 puis à 87 en 2010 et enfin à 79 en 2020, soit une baisse de 35 % en 32 ans. Le même mouvement est observé à l'échelle du département qui a perdu pendant cette période 51 % de ses exploitations,. La surface agricole utilisée sur la commune a quant à elle augmenté, passant de 4 704 ha en 1988 à 6 805 ha en 2020. Parallèlement la surface agricole utilisée moyenne par exploitation a augmenté, passant de 39 à 86 ha.

## Culture locale et patrimoine

### Lieux et monuments
Inscrit MH (1928)

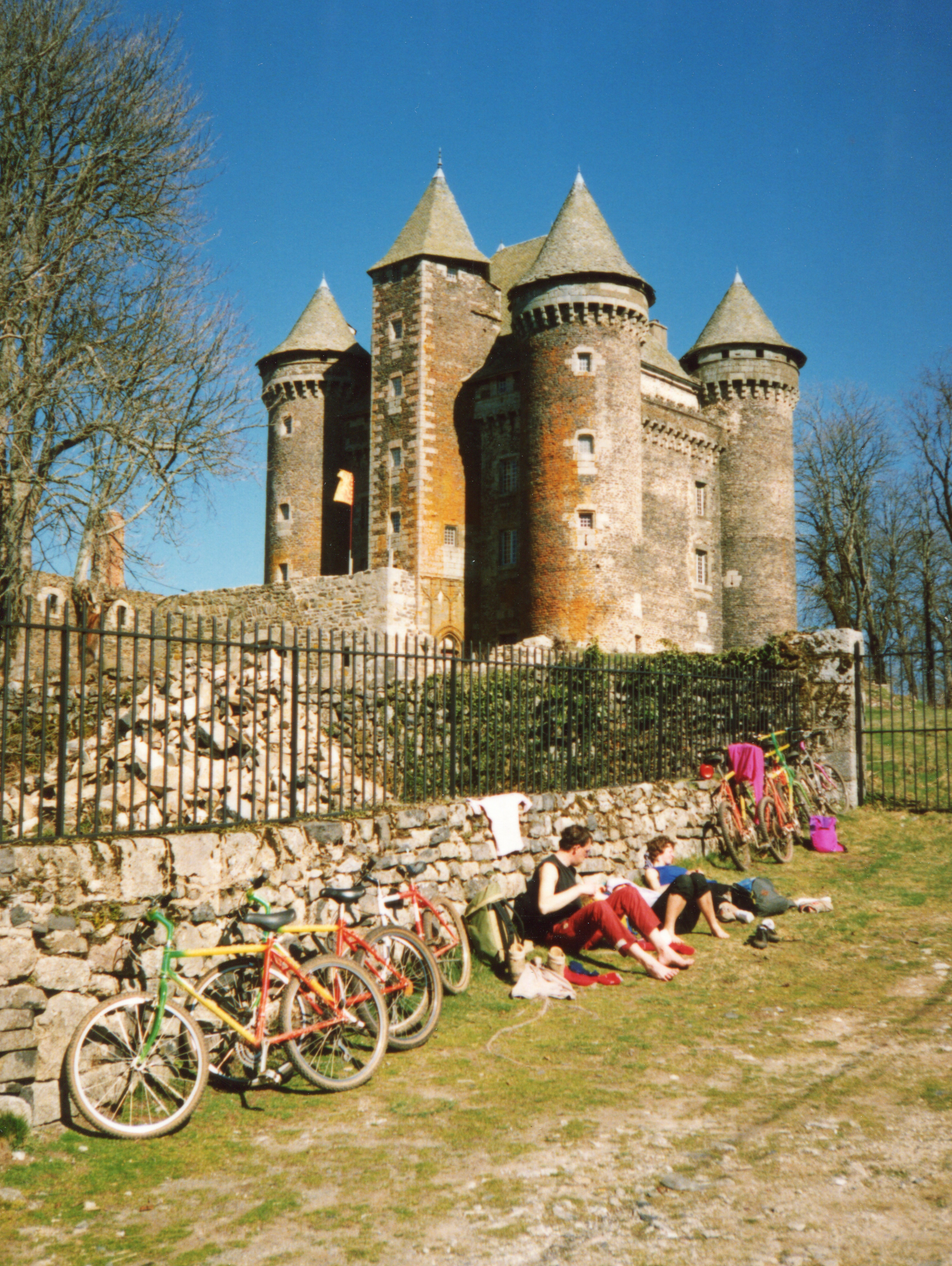
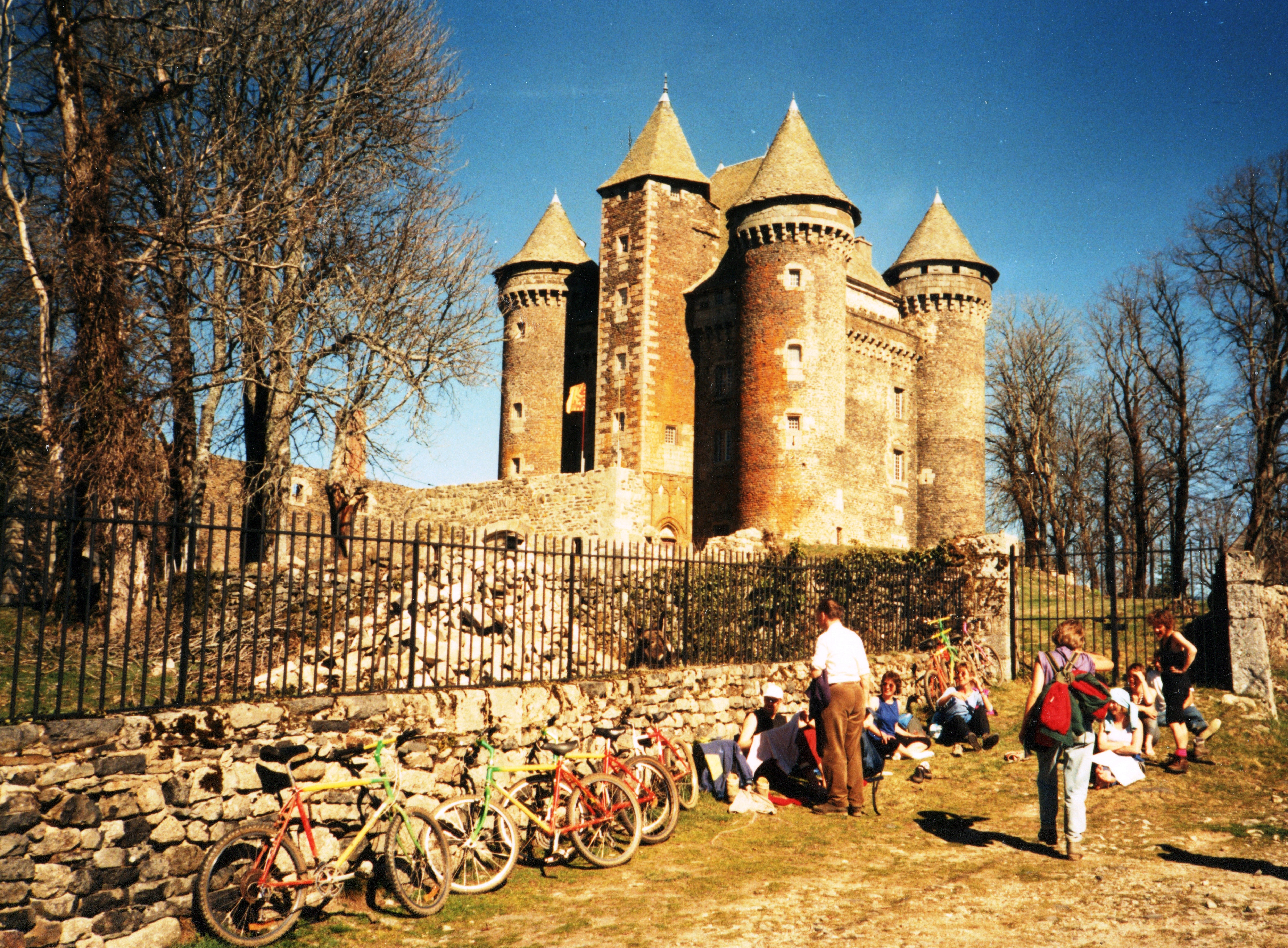

Les églises et chapelles de Montpeyroux
- L'église Saint-Remi de Saint-Rémy-de-Bedène, XIVe siècle, elle a conservé son chœur roman du XIIe bâti par les moines.
- La Chapelle Notre-Dame-de-la-Salette de Montpeyroux. Située sur un point de vue panoramique, la chapelle sert de socle à une statue de pierre de 3 m de haut.
- Église Notre-Dame-de-l'Assomption de Tesq de style gothique.
- L'église Notre-Dame-de-l'Assomption de Crozillac construite en 1875.
- Église Saint-André du Bousquet.
- Chapelle du Puech de Mayrials.

Une peinture monumentale œuvre du peintre Josette Raynal a été réalisée par l'artiste en 1951 dans un style figuratif volontairement simplifié.

### Personnalités liées à la commune
- Le château du Bousquet fut entre le début des années 1500 et le début du XXe siècle la résidence principale des marquis de Roquefeuil et du Bousquet.
- Jacques Aymar de Roquefeuil et du Bousquet (1665-1744), chef d'escadre puis Lieutenant-Général des Armées Navales, commandant de la flotte du Ponant, né au château du Bousquet ;
- Auguste Denayrouze, inventeur et créateur d'entreprises né le 1er octobre 1837 sur la commune ;
- Pierre Labarthe (1846-1904), conseiller général, député de l'Aveyron de 1893 à 1898, siégeant avec les républicains.
- Louis Denayrouze, frère d'Auguste, né le 17 mai 1848, ingénieur de l'École polytechnique en 1867 inventeur d'un appareil destiné au travail dans les mines, d'une lampe à pétrole étanche utilisable en version sous-marine ainsi qu'un cornet acoustique sous-marin. Il fut également romancier, poète, essayiste, auteur de pièces de théâtre et de nouvelles ;
- Albert Calmels (1858-1935), professeur de rhétorique, a été le curé de Saint-Rémy de Montpeyroux entre 1899 et 1935. Il est à l’origine de la découverte de deux enceintes fortifiées sur la commune de Saint-Rémy de Montpeyroux et a écrit des guides touristiques, un livre intitulé « l'Aubrac » et une monographie de la paroisse de Saint-Rémy en 1923[60],[61].

### Héraldique
| Blason de Montpeyroux | Blason  | De gueules à quatre croix latines d’or, mises en croix par la base, cantonnées en sautoir de quatre tours d’argent, mouvant des angles de l’écu, à un écusson d’azur chargé de trois tours d’or, brochant en cœur. |

Grandes Armes de Montpeyroux

| Blason de Montpeyroux | Détails | L’or et le gueules sont les couleurs du Rouergue, province d’appartenance de Montpeyroux. Les quatre tours symbolisent chacun des châteaux de Montpeyroux : on trouve d’abord l’ancienne forteresse du village, le château du Bousquet, celui d’Ambre et celui d’Esparrou. Les quatre croix haussées représentent quant à elles les quatre églises de la commune : celle de Bedène, celle du Bousquet, celle de Crozilhac et celle de Tesq. Ces croix sont disposées en croix pour représenter l’église du bourg même de Montpeyroux. L’écu central est aux couleurs de la famille de Montpeyroux. La reprise intégrale des armes d'une famille étant interdite, il est cependant possible d’en reprendre un ou plusieurs éléments et de les intégrer dans un dessin plus vaste. Les ornements sont deux branches de chênes de sinople, fruitées d’or, passés en sautoir par la pointe et liées d’or afin de représenter les forêts communales. Le listel d'argent porte le nom de la commune en lettres majuscules de sable. La couronne de tours dit que l’écu est celui d’une commune ; elle n’a rien à voir avec des fortifications. Le statut officiel du blason reste à déterminer. |